# Aeropuerto Internacional de Boa Vista
El Aeropuerto Internacional de Boa Vista (cuyo nombre completo en portugués es: Aeroporto International de Boa Vista-Atlas Brasil Cantanhede) (IATA: BVB, ICAO: SBBV) es el aeropuerto que sirve a la ciudad de Boa Vista, en el estado de Roraima al norte del país sudamericano de Brasil. Desde el 13 de abril de 2009 el aeropuerto lleva el nombre de Atlas Brasil Cantanhede (1917-1973), un piloto y político que en la década de 1950 fue pionero de la aviación en el estado de Roraima. Es el aeropuerto más septentrional de Brasil servido por vuelos regulares.
Es operado por Infraero. Algunas de sus instalaciones son compartidas con la base de Fuerza Aérea de Boa Vista.
El aeropuerto fue inaugurado el 19 de febrero de 1992, y se sometió a su primera renovación en 1998. La pista de aterrizaje, terminales y otras secciones después fueron ampliadas. El 14 de septiembre de 2009 se completó una segunda renovación importante que aumento de la capacidad del aeropuerto para manejar 330.000 pasajeros al año, con un área terminal de 7.000 m², lugares de aparcamiento y la instalación de dos pasarelas.

## Aerolíneas y destinos
| Aerolíneas                    | Ciudades                                                 | Alianza |
| ----------------------------- | -------------------------------------------------------- | ------- |
| Azul Líneas Aéreas 2 destinos | Nacionales: (1) Belém / Manaos                           | N/A     |
| GOL Líneas Aéreas 1 destino   | Nacional: (1) Brasilia                                   | N/A     |
| LATAM Brasil 2 destinos       | Nacionales: (2) Brasilia / Manaos                        | N/A     |
| Rutaca Airlines 1 destino     | Internacional: (1) Ciudad Guayana (Inicia junio de 2024) | N/A     |

### Destino Internacional
| Ciudad por país                       | Nombre del aeropuerto                       | Aerolínea                              | Aeronaves |  |
| Suramérica                            |                                             |                                        |           |  |
| Venezuela                             |                                             |                                        |           |  |
| Ciudad Guayana                        | Aeropuerto Internacional Manuel Carlos Piar | Rutaca Airlines (Inicia junio de 2024) | B733      |  |
| Total: 1 destino, 1 país, 1 aerolínea |                                             |                                        |           |  |